# Setor Comercial Norte

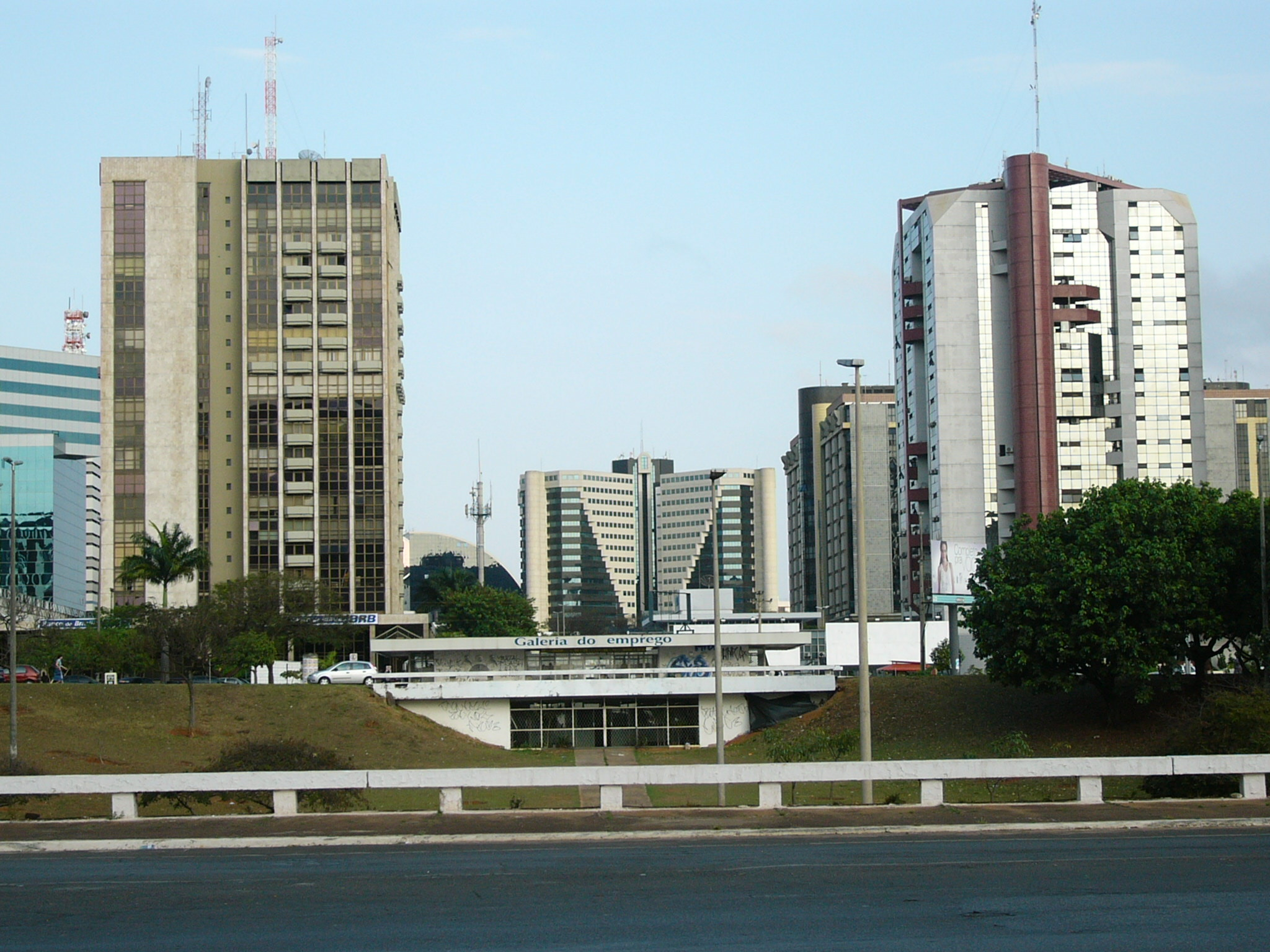
Imagem do SCN: ao meio o Centro Empresarial Varig (o edifício com triângulo branco invertido)

O Setor Comercial Norte (SCN) é um setor localizado na Asa Norte, em Brasília. É delimitado, a leste, pelo Eixo Rodoviário Norte e pela Galeria do Trabalhador; a oeste pelo Centro Poliesportivo Ayrton Senna; a norte pelo Setor de Rádio e Televisão Norte e o Setor Médico Hospitalar Norte, e a sul, pelo Setor Hoteleiro Norte.
No setor estão presentes diversas edificações de uso comercial, como o Corporate Finantial Center e o Centro Empresarial Varig, além de três shoppings: o Shopping ID, o Brasília Shopping e o Liberty Mall.

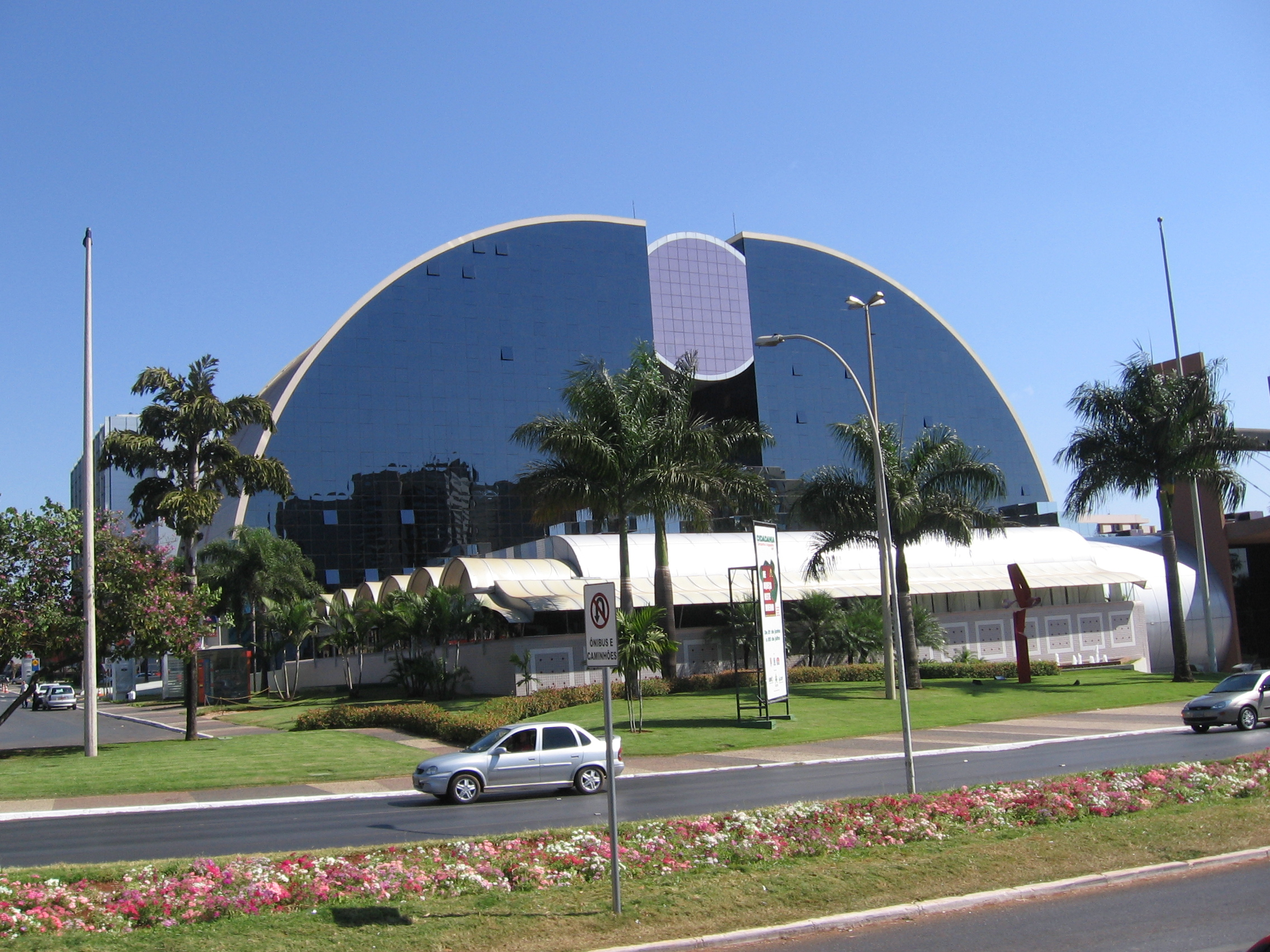
Brasília Shopping - W3 Norte

A Via W3 Norte atravessa o Setor Comercial Norte.
O SCN fica ao lado do Hospital Regional da Asa Norte e entre a W3 Norte e o Eixinho W Norte. 

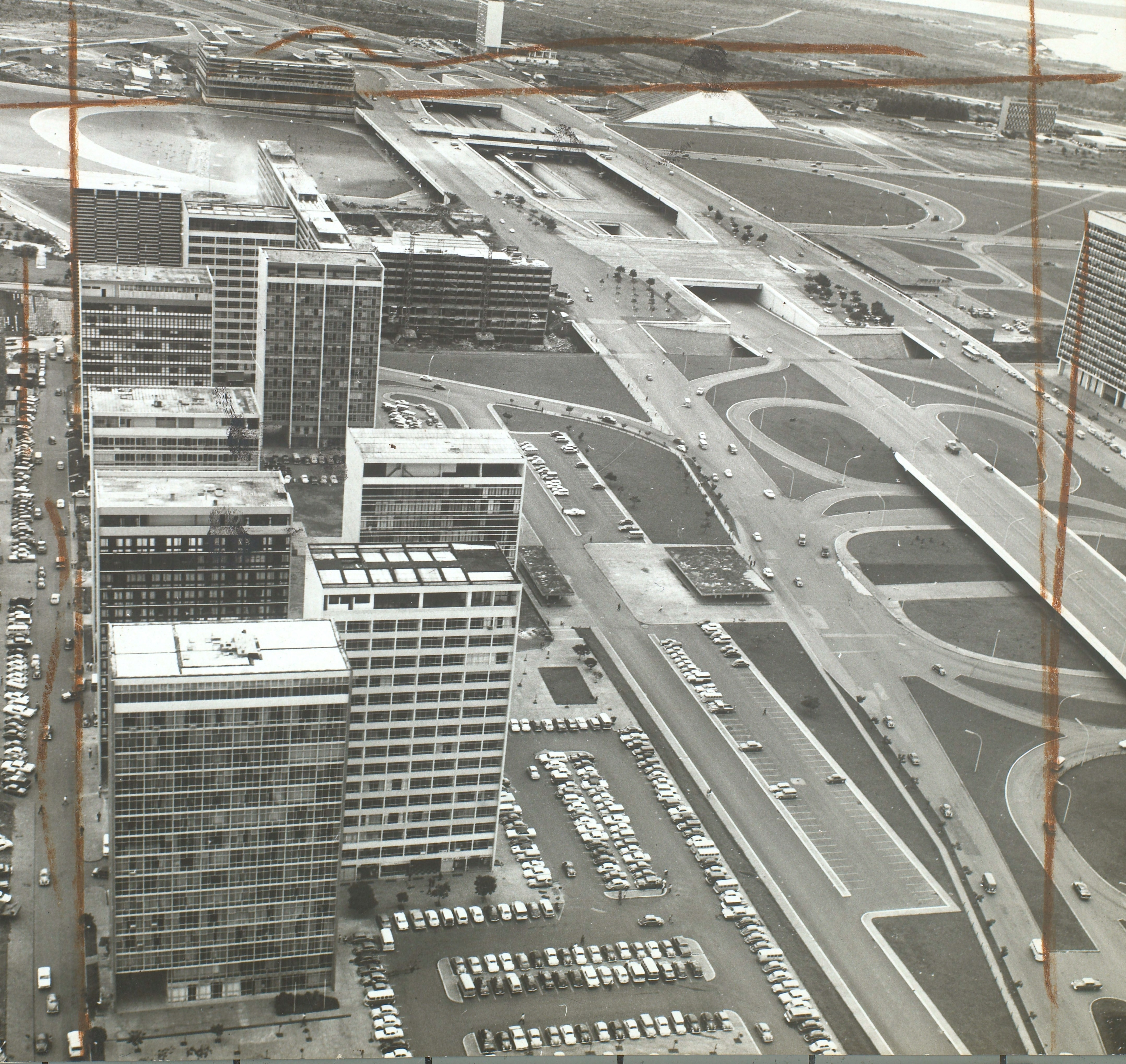
O Setor Comercial Norte na década de 1970.